# العلاقات الأرجنتينية الساموية
العلاقات الأرجنتينية الساموية هي العلاقات الثنائية التي تجمع بين الأرجنتين وساموا.

## مقارنة بين البلدين
هذه مقارنة عامة ومرجعية للدولتين:
| وجه المقارنة                                              | الأرجنتين                                               | ساموا                        |
| --------------------------------------------------------- | ------------------------------------------------------- | ---------------------------- |
| المساحة (كم2)                                             | 2.78 مليون                                              | 2.84 ألف                     |
| عدد السكان (نسمة)                                         | 44.27 مليون                                             | 196.44 ألف                   |
| الكثافة السكانية (ن./كم²)                                 | 15.92                                                   | 69.17                        |
| العاصمة                                                   | بوينس آيرس                                              | أبيا                         |
| اللغة الرسمية                                             | اللغة الإسبانية                                         | لغة إنجليزية، اللغة الساموية |
| العملة                                                    | البيزو الأرجنتيني 1983 ‏، بيزو أرجنتيني، أسترال أرجنتيني | تالا ساموي                   |
| الناتج المحلي الإجمالي (بليون دولار)                      | 637.59 مليار                                            | 856.63 مليون                 |
| الناتج المحلي الإجمالي (تعادل القوة الشرائية) بليون دولار | 883.02 مليار                                            | 1.15 مليار                   |
| الناتج المحلي الإجمالي الاسمي للفرد دولار أمريكي          | 13.43 ألف                                               | 3.94 ألف                     |
| الناتج المحلي الإجمالي للفرد دولار أمريكي                 |                                                         | 5.79 ألف                     |
| مؤشر التنمية البشرية                                      | 0.827                                                   | 0.702                        |
| رمز المكالمات الدولي                                      | +54                                                     | +685                         |
| رمز الإنترنت                                              | .ar                                                     | .ws                          |
| المنطقة الزمنية                                           | 00                                                      | ت ع م+13:00                  |

## منظمات دولية مشتركة
يشترك البلدان في عضوية مجموعة من المنظمات الدولية، منها:
| علم المنظمة | اسم المنظمة                               | تاريخ انضمام الأرجنتين | تاريخ انضمام ساموا |
| ----------- | ----------------------------------------- | ---------------------- | ------------------ |
|             | مؤسسة التنمية الدولية                     | 3 أغسطس 1962           | 28 يونيو 1974      |
|             | يونسكو                                    | 15 سبتمبر 1948         | 3 أبريل 1981       |
|             | مؤسسة التمويل الدولية                     | 13 أكتوبر 1959         | 28 يونيو 1974      |
|             | منظمة حظر الأسلحة الكيميائية              | ?                      | ?                  |
|             | الأمم المتحدة                             | 24 أكتوبر 1945         | 15 ديسمبر 1976     |
|             | الاتحاد الدولي للاتصالات                  | 1889                   | 7 أكتوبر 1988      |
|             | منظمة الشرطة الجنائية الدولية             | ?                      | ?                  |
|             | البنك الدولي للإنشاء والتعمير             | 20 سبتمبر 1956         | 28 يونيو 1974      |
|             | الاتحاد البريدي العالمي                   | ?                      | ?                  |
|             | المركز الدولي لتسوية المنازعات الاستشارية | 18 نوفمبر 1994         | 25 مايو 1978       |
|             | وكالة ضمان الاستثمار متعدد الأطراف        | 11 فبراير 1992         | 27 سبتمبر 2002     |
|             | منظمة التجارة العالمية                    | ?                      | ?                  |

## وصلات خارجية
- موقع وزارة الخارجية الأرجنتينية